# Balontauro
El balontauro fue un espectáculo deportivo que pretendió unir el fútbol y las corridas de toros en un nuevo juego de carácter popular. Consistía en el enfrentamiento de 
dos equipos de 14 jugadores en un partido de fútbol, con un becerro como elemento adicional que perseguía a todo aquello que se moviera. Este condicionante hacía que la exhibición futbolística fuese peculiar y divertida. El balontauro fue presentado el 23 de agosto de 1969 en la plaza de toros de Burgos. La aceptación del espectáculo no fue la esperada, quedándose con el paso de los años en un reglamento escrito por  su creador Rafael Casado Llop.

## Creador
El creador es Rafael Casado Llop, conocido en la provincia burgalesa como "Currinchi". Este burgalés era conocido por su asidua participación en las becerradas y en las actividades deportivas 
que se celebraban anualmente. Era simpatizante del Burgos CF y socio número 2 del Club Ciclista Burgalés. Además de ser el autor de
este deporte, también ideó otras actividades, como el "balón-bici" y el "patín-tiro".

## Reglamento del juego
El juego consiste en una combinación entre fútbol y una corrida de toros, en la que intervienen  dos equipos o cuadrillas
formados cada uno de ellos por siete individuos. Cada torneo se disputa un partido de fútbol y una 
corrida de toros desarrollado en dos tiempos, dividido cada tiempo en dos partes.
Durante  la primera  parte de  cada tiempo se juegan 20 minutos exclusivamente al balompié sobre un campo
y porterías habilitados en el propio ruedo. En la  segunda parte, se suelta  un becerro  y,  durante  5 minutos,  los
equipos deben seguir jugando al fútbol con la preocupación, no solo de desbordar al contrario, sino da eludir
al becerro, al que no se puede torear en  este período. Los  goles  que  se consigan durante esta parte de cinco 
minutos tienen asignada una doble puntuación.
La tercera parte se ajusta a la lidia formal del becerro, con aplicación de puntuaciones, según se coloquen 
con mayor o menor fortuna las banderillas y se ejecuta la suerte de matar. Si al tercer pinchazo el becerro no 
dobla, se inicia una cuenta negativa o resta  de  los puntos  anteriormente anotados.
En el  espectáculo se lidiarán dos becerros, uno por cada equipo participante,  para  llegar  a  establecer
la clasificación  final.
El reglamento fue impreso en Gráficas Ferrandiz de Burgos en el año 1964.

## Presentación del juego en sociedad
Se presentó en la plaza de toros de Burgos, habilitada para la ocasión, el 23 de agosto de 1969, y se enfrentaron exjugadores del FC Burgos y del CD San Juan.
La presentación de  esta actividad tuvo gran repercusión mediática y social, siendo numeroso el público asistente.
El 16 de agosto de 1970, se disputó un partido de balontauro en la plaza de toros de Santander, conocida como "Coso de Cuatro Caminos", entre el Club Esgrima de Burgos, y Siempre Adelante, filial del Real Racing de Sanander.
Con el paso de los años, este show deportivo ha formado parte de las actividades dentro de los festejos de numerosas poblaciones españolas.[cita requerida]